# Curt Oehme
Curt Oskar Alfred Oehme (* 17. Dezember 1883 in Dresden; † 5. Oktober 1963 in Heidelberg) war ein deutscher Internist und Hochschullehrer.

## Leben
Oehme war der Sohn eines Arztes. Er studierte ab 1902 an den Universitäten Freiburg im Breisgau, Leipzig und Berlin Medizin und wurde 1908 in Freiburg approbiert sowie im selben Jahr in Leipzig zum Dr. med. promoviert. Anschließend war er bis 1919 hauptsächlich an der Medizinischen Poliklinik der Universität Göttingen tätig, zwischenzeitlich von 1909 bis 1911 an der Medizinischen Universitätsklinik in Bonn. Er habilitierte sich 1913 in Göttingen, wo er 1918 zum außerordentlichen Professor ernannt wurde. Zum Wintersemester 1919/20 wechselte er mit seinem Lehrer Carl Hirsch an die Medizinischen Universitätsklinik in Bonn, wo Hirsch Klinikdirektor und Oehme Oberarzt wurde. Auf Betreiben Ludolf von Krehls kam er an die Universität Heidelberg, wo er von Januar 1928 bis zu seiner Emeritierung 1952 die Medizinische Poliklinik in Heidelberg leitete. Zunächst planmäßiger Extraordinarius lehrte er seit 1932 als Ordinarius innere Medizin an der Universität Heidelberg. Aufgrund seiner Distanz zum Nationalsozialismus scheiterte 1936 eine Berufung an die Universität Halle aufgrund eines negativen Gutachtens des seinerzeitigen Rektors der Heidelberger Universität Wilhelm Groh.
Bei Kriegsende gehörte er im April 1945 nach der Besetzung Heidelbergs durch die US-Armee dem Dreizehner-Ausschuss zum organisatorischen und geistigen Neuaufbau der Universität an, der aus unbelasteten Persönlichkeiten bestand. In der Nachkriegszeit wurde Oehme im Zuge des Nürnberger Ärzteprozesses als einer der entlastenden Gutachter für Wilhelm Beiglböck bezüglich der im KZ Dachau an Häftlingen durchgeführten Meerwasserversuche berufen und setzte sich für dessen Rehabilitierung ein. Nach seinem Ausscheiden aus dem Hochschuldienst war er noch in Heidelberg am St.-Josephs-Krankenhaus tätig.
Oehme forschte und publizierte zu Stoffwechselkrankheiten und Hormonen. Zusammen mit seinen Schülern konnte er nachweisen, „dass die Schilddrüse unter dem Einfluß der Hypophyse steht. Sie entdeckten unabhängig von anderen Forschern 1930 das thyreotrope Hormon (TSH). In experimentellen Studien untersuchte Oehme später die Zusammenhänge zwischen Energieumsatz und Eiweißstoffwechsel.“
Oehme war mit Dr. Margaret, geborene Brauweiler, verheiratet.

## Mitgliedschaften
Seit 1937 war Oehme ordentliches Mitglied der Heidelberger Akademie der Wissenschaften, deren Präsident er von 1951 bis 1953 war. Zudem war er korrespondierendes Mitglied der Medizinischen Gesellschaft Göttingen und Ehrenmitglied der Deutschen Gesellschaft für Innere Medizin.

## Schriften (Auswahl)
- Ueber Altern und Tod: Rede zur Stiftungsfeier der Akademie der Wissenschaften in Heidelberg am 4. Juni 1944. Weiss, Heidelberg 1944
- Die Bildung des Arztes: Ein Beitrag zur Bildung des Menschen überhaupt. Kerle, Heidelberg 1948 (Heidelberger Vorträge, Band 8)
- Goethe und der Arzt von heute. Hippokrates-Verlag, Stuttgart 1950
- Am Wege gewachsen: Paralipomena. Skulima, Heidelberg 1961